# La Victime de Sophie
Pour les articles homonymes, voir Victime de l'amour.
Pour plus de détails, voir Fiche technique et Distribution.
La Victime de Sophie ou Victime de l'amour est un court métrage muet français réalisé par Albert Capellani, sorti en 1910.

## Fiche technique
- Titre : La Victime de Sophie
- Titre alternatif : Victime de l'amour
- Réalisation : Albert Capellani
- Scénario : Léon Nunès
- Photographie :
- Montage :
- Producteur :
- Société de production : Société cinématographique des auteurs et gens de lettres (S.C.A.G.L.)
- Société de distribution :  Pathé Frères
- Pays d'origine :  France
- Langue : film muet avec les intertitres en français
- Métrage : 175 mètres
- Format : Noir et blanc — 35 mm — 1,33:1 —  Muet
- Genre : Comédie
- Durée : 5 minutes 50
- Dates de sortie :
  -  France : 2 décembre 1910

## Distribution
- Émile Mylo :
- Armand Numès :
- Régina Sandri :
- Gabrielle Lange :
- Gaston Sainrat
- Gaston Prika
- Paul Faivre
- Albens
- Paul Clerc
- Dupont-Morgan
- Mario